# 発表!全スーパー戦隊大投票
『発表!全スーパー戦隊大投票』（はっぴょう ぜんスーパーせんたいだいとうひょう）は、NHK BSにて放送された、スーパー戦隊シリーズについての特別番組。2025年5月17日19時30分から21時30分にかけて放送された。

## 概要
NHKの人気投票番組シリーズ「全○○大投票」の第10弾。「全○○大投票」としては3年ぶりの放送となる今回は、50周年を迎える特撮テレビドラマシリーズのスーパー戦隊シリーズを特集した。
番組特設サイトにおいて「あなたの好きな作品」（全49作）・「あなたの好きな戦隊ヒーロー」（300人以上）・「あなたの好きな戦隊ロボ」（160体以上）の3つの部門で投票を募り、 2025年4月5日から5月6日までの1か月の投票期間中に、約60万票が投じられた。

## 出演者
| 司会                 | 西川貴教（歌手・タレント） 杉浦友紀（NHKアナウンサー） |
| シリーズ生放送ゲスト | 樋口幸平（『暴太郎戦隊ドンブラザーズ』ドンモモタロウ / 桃井タロウ役） 平川結月（『王様戦隊キングオージャー』パピヨンオージャー / リタ・カニスカ役） 結木滉星（『快盗戦隊ルパンレンジャーVS警察戦隊パトレンジャー』パトレン1号 / 朝加圭一郎役） |
| ビデオ出演           | 誠直也（『秘密戦隊ゴレンジャー』アカレンジャー / 海城剛役） 宮内洋（『秘密戦隊ゴレンジャー』アオレンジャー / 新命明、『ジャッカー電撃隊』ビッグワン / 番場壮吉役） 竜星涼（『獣電戦隊キョウリュウジャー』キョウリュウレッド / 桐生ダイゴ役）   |
| ファンゲスト         | 鈴木福（俳優） 関智一（声優） 中川翔子（タレント） 宮下兼史鷹（お笑いタレント） 渡辺範明 |

## 投票結果
ランキング表では、作品部門を除き作品名を略称で表記する。

### 作品部門
出典：
| 順位 | 作品名                                           | 年代   |
| ---- | ------------------------------------------------ | ------ |
| 1    | 海賊戦隊ゴーカイジャー                           | 10年代 |
| 2    | 王様戦隊キングオージャー                         | 20年代 |
| 3    | 侍戦隊シンケンジャー                             | 00年代 |
| 4    | 爆上戦隊ブンブンジャー                           | 20年代 |
| 5    | 快盗戦隊ルパンレンジャーVS警察戦隊パトレンジャー | 10年代 |
| 6    | 暴太郎戦隊ドンブラザーズ                         | 20年代 |
| 7    | 特捜戦隊デカレンジャー                           | 00年代 |
| 8    | 獣電戦隊キョウリュウジャー                       | 10年代 |
| 9    | 烈車戦隊トッキュウジャー                         | 10年代 |
| 10   | 秘密戦隊ゴレンジャー                             | 70年代 |

### 戦隊ヒーロー部門
性別欄に☆のあるものは女性戦士。
出典：
| 順位 | 戦士名             | 作品名             | 年代   | 色 | 位置 |
| ---- | ------------------ | ------------------ | ------ | -- | ---- |
| 1    | シンケンレッド     | シンケンジャー     | 00年代 | 赤 | 初期 |
| 2    | ゴーカイレッド     | ゴーカイジャー     | 10年代 | 赤 | 初期 |
| 3    | ドンモモタロウ     | ドンブラザーズ     | 20年代 | 赤 | 初期 |
| 4    | スパイダークモノス | キングオージャー   | 20年代 | 白 | 追加 |
| 5    | デカマスター       | デカレンジャー     | 00年代 | 他 | 番外 |
| 6    | キョウリュウレッド | キョウリュウジャー | 10年代 | 赤 | 初期 |
| 7    | ブンレッド         | ブンブンジャー     | 20年代 | 赤 | 初期 |
| 8    | ゴーカイブルー     | ゴーカイジャー     | 10年代 | 青 | 初期 |
| 9    | パトレン1号        | ルパンVSパト       | 10年代 | 赤 | 初期 |
| 10   | ルパンレッド       | ルパンVSパト       | 10年代 | 赤 | 初期 |

### 戦隊ロボ部門
出典：
| 順位 | ロボ名                   | 作品名             | 年代   |
| ---- | ------------------------ | ------------------ | ------ |
| 1    | ドンオニタイジン         | ドンブラザーズ     | 20年代 |
| 2    | ゴーカイオー             | ゴーカイジャー     | 10年代 |
| 3    | キングオージャー         | キングオージャー   | 20年代 |
| 4    | ブンブンジャーロボ       | ブンブンジャー     | 20年代 |
| 5    | シンケンオー             | シンケンジャー     | 00年代 |
| 6    | テガソード               | ゴジュウジャー     | 20年代 |
| 7    | キョウリュウジン         | キョウリュウジャー | 10年代 |
| 8    | トッキュウオー           | トッキュウジャー   | 10年代 |
| 9    | 無敵将軍                 | カクレンジャー     | 90年代 |
| 10   | ビュンビュンマッハーロボ | ブンブンジャー     | 20年代 |

## 関連番組
アニソン・アカデミー
リクエストランキング企画「アニソンランキング部」の番外編として、今回番組では実施しなかったスーパー戦隊シリーズの楽曲（主題歌・挿入歌・キャラクターソング等）を対象にしたランキングを実施、5月31日までリクエスト楽曲を募集し、6月7日に第12位 - 第20位、14日に第1位 - 第11位と第21位 - 第30位が発表された。
| 順位 | 曲名                             | 歌手名                          | 作品名             | 形態 |
| ---- | -------------------------------- | ------------------------------- | ------------------ | ---- |
| 1    | 全力キング                       | 古川貴之                        | キングオージャー   | OP   |
| 2    | LUCKYSTAR                        | 幡野智宏                        | キュウレンジャー   | OP   |
| 3    | ルパンレンジャーVSパトレンジャー | Project.R（吉田達彦、吉田仁美） | ルパンVSパト       | OP   |
| 4    | こころはタマゴ                   | 影山ヒロノブ                    | ジェットマン       | ED   |
| 5    | 特捜戦隊デカレンジャー           | サイキックラバー                | デカレンジャー     | OP   |
| 6    | 侍戦隊シンケンジャー             | サイキックラバー                | シンケンジャー     | OP   |
| 7    | VAMOLA!キョウリュウジャー        | 鎌田章吾                        | キョウリュウジャー | OP   |
| 8    | Don't Boo!ドンブラザーズ         | MORISAKI WIN                    | ドンブラザーズ     | ED   |
| 9    | 俺こそオンリーワン               | MORISAKI WIN                    | ドンブラザーズ     | OP   |
| 10   | 魔進戦隊キラメイジャー           | 大西洋平                        | キラメイジャー     | OP   |